# Casa Museo Niceto Alcalá-Zamora
La Casa Museo Niceto Alcalá-Zamora se encuentra ubicada en la calle Río, número 33, del municipio de Priego de Córdoba, España. Se trata de la casa natal del presidente de la Segunda República Niceto Alcalá-Zamora, nacido en 1877.

## Historia
El museo se encuentra ubicado en una casa señorial del siglo XIX. Niceto Alcalá-Zamora nació en este lugar el 6 de julio de 1877.
Los orígenes de esta institución se remontan al 17 de diciembre de 1986, cuando Purificación e Isabel, hijas del presidente, donan la casa al Ayuntamiento de Priego de Córdoba. En agosto de 1987 se inauguró el museo al público por primera vez junto a una exposición organizada por la Diputación Provincial de Córdoba y se instaló un busto en el jardín de la casa por la escultora Aurora Cañero. El 17 de febrero de 1990 se realizó un acto de entrega de la casa al Ayuntamiento, con el compromiso de crear un patronato que gestione el centro expositivo e investigue la figura del presidente; este requisito se cumplió tres años más tarde con la creación del "Patronato Municipal Niceto Alcalá-Zamora y Torres".
Debido a unas obras de restauración y acondicionamiento en la Casa Museo, la institución cerró sus puertas a comienzos de 1998, coincidiendo la reapertura con el cincuentenario de la muerta de Alcalá-Zamora el 4 de marzo de 1999.

## Colección

### Planta baja: la casa
En la planta baja de la casa se encuentra el salón, que conserva el mismo mobiliario de la época; el comedor, presidido por una chimenea y un cuadro de azulejo de 1931 con motivo de su elección como presidente, así como otros retratos del presidente. La despensa, la cocina y la bodega son la sección más etnográfica de la casa, mostrando objetos culinarios originales de principios del siglo XX. Por último, se encuentran el patio y el jardín, donde destaca una encina plantada por Alcalá-Zamora de niño y un busto colocado en 1987 con motivo de la inauguración del museo, realizado por Aurora Cañero.

### Primera planta: el museo
En la primera planta se encuentra la Sala I: el dormitorio de los padres, donde nació Niceto el 6 de julio de 1877. Se encuentran algunos de los recuerdos más íntimos como la cama, la cuna, el mobiliario, así como la partida de nacimiento y bautismo y una fotografía cuando tenía siete años. La Sala II muestra la infancia y adolescencia de Niceto en Priego, así como sus estudios superiores en el Instituto Aguilar y Eslava de Cabra. En la Sala III se observan sus expedientes y títulos universitarios realizados en Madrid, así como un retrato de su mujer Purificación Castillo. La Sala IV se enfoca en su etapa política, cuando comienza a destacar y tomar algunos cargos relevantes; en ella se exponen actas de Diputado, un telegrama de Primo de Rivera, así como una muestra original de la Constitución española de 1931. La Sala V exhibe su etapa como presidente de la Segunda República Española, así como fotografías y documentos de la época como la proclamación de la República, el Bienio progresista, el Bienio conservador, el Frente Popular y finalmente, su destitución como presidente. La Sala VI está dedicada a su exilio, una vez comienza la Guerra civil española, quedó atrapado en Francia y se decidió pasar sus días exiliados en Buenos Aires, Argentina. La Sala VII está dedicada a su fallecimiento en Buenos Aires en 1949; de hecho, se puede observar el sofá donde murió y un reloj con la hora de su fallecimiento. Sus restos fueron repatriados en 1979.

### Segunda planta: el Patronato
La segunda planta alberga la sede del Patronato Municipal Nieto Alcalá-Zamora y Torres, establecido en 1993. La Fundación es la responsable de investigar la figura del presidente y su época, que puede ser visitable tanto para investigadores como para escolares.